# Alphonse Fonson
Alphonse Fonson (Liegi, 6 novembre 1890 – Bruxelles, 31 dicembre 1972) è stato un ciclista su strada belga.

## Carriera
Vinse nel 1912 la Bruxelles-Huy, che rimase la sua unica vittoria tra i professionisti; da segnalare anche il secondo posto della Liegi-Bastogne-Liegi. Lo scoppio della Prima Guerra Mondiale mise di fatto fine alla sua carriera.

## Palmarès
- 1912

Bruxelles-Huy

## Piazzamenti

### Grandi Giri
- Tour de France

1912: ritirato
1913: ritirato

### Classiche monumento
- Giro delle Fiandre

1913: ritirato
- Parigi-Roubaix

1912: 28º
1913: 23º
1914: 41º
- Liegi-Bastogne-Liegi

1912: 29º
1913: 2º